# Hrazenská pahorkatina
Hrazenská pahorkatina je geomorfologická jednotka, podokrsek okrsku Šenovská pahorkatina a nadřazeného celku Šluknovská pahorkatina. Její rozloha je 81 km² a nejvyšším bodem je Hrazený (608 m).

## Přírodní poměry
Hrazenská pahorkatina je jedním ze dvou geomorfologických podokrsků okrsku Šenovská pahorkatina, která spadá pod celek Šluknovská pahorkatina. Pahorkatina o rozloze 81 km² se rozkládá ve střední a severní části Šluknovského výběžku. Severní hranici okrsku tvoří státní hranice s Německem. Na západě je vedena údolím Velkošenovského a Vilémovského potoka, dále údolím Černého potoka až k lužickému zlomu a následně údolím Mandavy. Z Nových Křečan pak směřuje údolími na sever až ke státní hranici v Jiříkově. Nejvyšším bodem je vrchol Hrazeného (608 m), podle kterého dostala pahorkatina název, nejnižší bod se nachází na řece Sprévě v nadmořské výšce 296 m u bývalé obce Fukov. Geologické podloží tvoří dvě varianty granodioritu (lužický a lipovsko-rožanský), doplněné rumburskou a brtnickou žulou, žílami doleritu a také třetihorními neovulkanity (zejména tefrit). Územím prochází hlavní evropské rozvodí. K povodí Labe a úmoří Severního moře náleží Spréva a Vilémovský potok se svými přítoky, k povodí Odry a úmoří Baltského moře patří Mandava. Krajina je středně zalesněná a zasahuje do ní 4.–5. lesní vegetační stupeň (bukový a jedlo-bukový). Převažují hospodářské lesy tvořené převážně monokulturou smrku ztepilého (Picea abies), který doplňuje buk lesní (Fagus sylvatica), modřín opadavý (Larix decidua) či jedle bělokorá (Abies alba). Kolem vodních toků se rozkládají původní údolní jasanovo-olšové luhy. Na základě dlouhodobých měření se pohybují odhady průměrných ročních teplot mezi 6,5–7 °C, průměrné roční srážky pak v rozmezí 700–800 mm. Na jihu zasahuje částečně do Hrazenské pahorkatiny Chráněná krajinná oblast Labské pískovce.

## Vrcholy
Výběr zahrnuje kopce pojmenované na Základní topografické mapě ČR, jejichž vrchol leží na českém území.
- Hrazený (608 m)
- Plešný (593 m)
- Ptačí vrch (562 m)
- Partyzánský vrch (530 m)
- Vlčice (513 m)
- Jitrovník (510 m)
- Špičák (481 m)
- Rožanský vrch (414 m)
- Ptačí vrch (400 m)
- Židovský vrch (378 m)

## Geomorfologické členění
Geomorfologické zařazení podokrsku Hrazenská pahorkatina:
- provincie: Česká vysočina
  - subprovincie: IV Krkonošsko-jesenická
    - oblast: IVA Krkonošská
      - celek: IVA-1 Šluknovská pahorkatina
        - okrsek: IVA-1-A Šenovská pahorkatina
          - podokrsek: IVA-1-A-a Hrazenská pahorkatina
          - podokrsek: IVA-1-A-b Mikulášovická pahorkatina